# Club Social y Deportivo Xelajú Mario Camposeco
El Club Social y Deportivo Xelajú Mario Camposeco és un club guatemalenc de futbol de la ciutat de Quetzaltenango.

## Història
El club va ser fundat el 1928 amb el nom de Germania FC, adoptant el 1939 el d'Asociación Deportiva Independiente Xelajú (ADIX). Els colors de l'equip s'establiren aquells anys amb samarreta vermella i pantaló blau. L'actual nom fou adoptat el 1957. Mario Camposeco fa referència a un antic jugador del club que va morir quan encara era jugador en actiu.

## Palmarès
- Lliga guatemalenca de futbol: [3]
  - 1962, 1980, 1996, 2007 Clausura

- Copa Centenario: 1
  - 1973